# Blue Ridge Shores (Virginia)
Blue Ridge Shores è un census-designated place (CDP) degli Stati Uniti d'America, situato nello stato della Virginia, nella contea di Louisa. Secondo il censimento del 2020 gli abitanti di Blue Ridge Shores ammontavano a 801.